# PunkBuster
PunkBuster ist eine vom Unternehmen Even Balance, Inc. entwickelte Software, welche Cheats in Multiplayer-Onlinespielen zu unterbinden versucht. Als Marktführer wurde es bereits in bekannte Spiele von Activision, id Software, Electronic Arts und Ubisoft integriert.

## Funktionsweise
PunkBuster funktioniert nach dem Client-Server-Prinzip. Der PunkBuster-Client läuft auf dem Computer des Spielers und überwacht, ähnlich einem Virenscanner, den PC und scannt dabei den Arbeitsspeicher und einige Spieledateien auf der Festplatte nach Cheats. Der Server fragt in regelmäßigen Abständen bei den verbundenen Clients nach, ob der Spielerechner noch cheatfrei ist. Der Spieler wird aus dem Spiel ausgeschlossen, sobald ein bekannter Cheat gefunden wird.
Da der Spieler gewöhnlich vollen Zugriff auf seinen Computer hat, kann dieser mit ausreichend Erfahrung die Funktionsweise eines Programms manipulieren, also auch den Anti-Cheat-Client wirkungslos machen. Even Balance versucht dies zu verhindern, indem es PunkBuster zum Beispiel Prüfsummen abgleichen lässt, um die Echtheit des Programms zu verifizieren. Zudem müssen Spiele, und somit auch Punkbuster, unter dem Betriebssystem Windows mit Administratorrechten gestartet werden. Ab dem PB Client v1.700 (Veröffentlichung im August 2007) ist es Nutzern mit eingeschränkten Rechten erlaubt, Spiele mit PunkBuster zu spielen, indem dieser als Windows-Systemdienst installiert wird.
PunkBuster ist mit einem Aktualisierungssystem ausgestattet, das Server und Client automatisch auf den neuesten Stand bringen soll. Eine manuelle Aktualisierung ist ebenfalls möglich. Durch ständiges Aktualisieren der Software sollen so schnell neue Cheats gesperrt werden, sofern sie dem Entwickler bekannt sind. Ein weiteres Merkmal ist zudem die Möglichkeit für den Serverbetreiber, Bildschirmfotos von allen zum Server verbundenen Spielen zu machen, um nachzuprüfen, ob ein Spieler die Darstellung manipuliert hat.

## Geschichte
Ursprünglich wurde PunkBuster im Jahr 2000 für die Half-Life-Mod Counter-Strike entwickelt. Da Valve stattdessen sein eigenes Anti-Cheat-System VAC (Valve Anti Cheat) etablieren wollte, erhielten die PunkBuster-Entwickler nicht die gewünschte Unterstützung und stellten den Half-Life-Support ein. Auf das Angebot der Entwickler, PunkBuster für einen symbolischen Dollar vollständig zu integrieren, wenn man Zugriff auf den Quelltext von Half-Life erhalte, wurde von Valve nie reagiert. Etwa 4 Monate später, im Januar 2001, wurde dann die erste kommerzielle Integration von PunkBuster angekündigt. id Software verpflichtete Even Balance zum Einbau von PunkBuster in das Spiel Return to Castle Wolfenstein. Weitere Spiele folgten (s. u.).

## Ligen und Community
PunkBuster ist bei der Mehrzahl der Hobby- und E-Sport-Ligen das empfohlene bzw. verpflichtende Anti-Cheat Programm für die unterstützten Spiele. Es haben sich auf einigen Communityseiten Administratoren von Spieleservern zusammengeschlossen, um Informationen über Cheater auszutauschen. Die drei größten Community-Seiten sind hier GGC-Stream.net, PunksBusted.com und PBBans.com mit jeweils mehreren tausend angeschlossenen Servern.

## Zusatzoptionen
Einige Community-Seiten stellen sogenannte Master-Bann-Listen zur Verfügung, welche Spieler aufführen, die wegen eines Verstoßes aufgefallen sind. Mit einer solchen Liste können Serverbetreiber diese Spieler einfacher vom Spielbetrieb ausschließen.

## Kritik
Wenn ein Spieler auf einem durch PunkBuster geschützten Server spielen möchte, wird aus dem CD-Key, den das Computerspiel verwendet, eine sogenannte GUID gebildet. Über diese GUID bleibt der Spieler identifizierbar, solange sich dieser Schlüssel nicht ändert oder er diese GUID manipuliert. Aus Sicht des Datenschutzes ist es also möglich über sehr lange Zeit hinweg die IP des Spielers zu loggen und zu ermitteln, welche Spiele er zu welchen Zeiten spielt. Laut der Datenschutzerklärung von Even Balance werden diese Daten allerdings nicht gespeichert oder weitergegeben, dies ist jedoch nicht wahr. Auf Seiten wie anticheatinc.com können die kompletten IP-Adressen eines jeden Spielers abgefragt werden, auf Pbbans hat man Vollzugriff auf alle Daten, wie IP-Adressen, welche Spiele der Spieler noch spielt etc., sobald man sich als StreamingGameadmin registriert.
Kritisiert wird auch, dass man einen GUID-Bann relativ leicht umgehen kann. In bekannten Cheatforen sind Anleitungen und Programme verfügbar, die es erlauben sollen, die GUID mit sehr wenig Aufwand zu ändern. Durch die Änderung des CD-Keys (z. B. durch Neuerwerb) erhält man eine neue GUID.
PunkBuster verhindert effektiv Cheats, die öffentlich zugänglich sind und gemeldet werden. Solche veröffentlichten Cheats werden meistens innerhalb weniger Tage erkannt.
Eine effektivere Methode, um Cheaten wie beispielsweise Wallhacks zu unterbinden, wäre, wenn der Spieleserver dem Spieleclient so viele Informationen wie möglich vorenthalten würde und diese erst übertragen würde, wenn der Client diese unbedingt benötigt. Allerdings sind derartige Implementierungen aus technischen Gründen schwieriger zu realisieren und Aufgabe der Spieleprogrammierer.
Auch wird bemängelt, dass PunkBuster den Arbeitsspeicher sowie Festplatten durchsucht und dann verschlüsselte Daten an den Server schickt, was der Natur eines solchen Programmes entspricht. Da der Quellcode des Programmes nicht öffentlich gemacht wurde und es in der Lizenz des Programms verboten wurde diesen durch Dekompilieren zu untersuchen, ist es nicht möglich zu bewerten, ob dabei sensible Informationen übertragen werden.

## Unterstützte Spiele
PunkBuster wird aktuell in 10 Spielen eingesetzt:
- America’s Army: Proving Grounds (United States Army)
- Battlefield 3 (Digital Illusions CE/Electronic Arts)
- Battlefield 4 (Digital Illusions CE/Electronic Arts)
- Battlefield Hardline (Visceral Games/Digital Illusions CE)
- Battlefield: Bad Company 2 (Digital Illusions CE/Electronic Arts)
- Far Cry 3 (Ubisoft Montreal)
- Medal of Honor (2010) (Electronic Arts)
- Medal of Honor: Warfighter (Electronic Arts)
- Red Orchestra 2: Heroes of Stalingrad (Tripwire Interactive)
- Tom Clancy’s Ghost Recon: Future Soldier (Ubisoft)

## Ehemals unterstützte Spiele
- America’s Army (United States Army)[2]
- America’s Army 2 (United States Army)[3]
- America’s Army 3 (United States Army) (Support beendet im Juli 2015)[4][5]
- Assassin’s Creed: Brotherhood (Ubisoft)[6]
- Assassin’s Creed: Revelations (Ubisoft)[7]
- Assassin’s Creed III (Ubisoft)[8]
- Assassin’s Creed IV: Black Flag (Ubisoft)[9]
- APB: All Points Bulletin (Realtime Worlds)[10]
- Battlefield 2 (Digital Illusions CE/Electronic Arts)[11]
- Battlefield 1942 (Digital Illusions CE/Electronic Arts) (Support beendet im Januar 2010)[12]
- Battlefield 2: Modern Combat (Digital Illusions CE/Electronic Arts)
- Battlefield 2142 (Digital Illusions CE/Electronic Arts)[13]
- Battlefield Heroes (Digital Illusions CE/Electronic Arts)[14]
- Battlefield Vietnam (Digital Illusions CE/Electronic Arts) (Support beendet im Juli 2015)[15][16]
- Battlefield: Play4Free (Digital Illusions CE/Electronic Arts)[17]
- Blacklight: Retribution (Builder Box Games/Perfect World Entertainment)
- Call of Duty & Add-on United Offensive (Infinity Ward/Activision)[18]
- Call of Duty 2 (Infinity Ward/Activision)[19]
- Call of Duty 4: Modern Warfare (Infinity Ward/Activision)[20]
- Call of Duty: World at War (Treyarch/Activision)[21]
- Crysis (Crytek/Electronic Arts)[22]
- Crysis Warhead (Crytek/Electronic Arts) (Support beendet im August 2010)[23][24]
- Doom 3 (id Software/Activision) (Support beendet im September 2011)[25]
- Enemy Territory: Quake Wars (id Software/Activision) (Support beendet im September 2011)[26]
- Far Cry (Crytek/Ubisoft) (Support beendet im Dezember 2006)[27]
- Far Cry 2 (Ubisoft Montreal)[28]
- F.E.A.R. (Vivendi Universal Games/Monolith Productions) (Support beendet im Dezember 2007)[29]
- F.E.A.R.: Perseus Mandate (Vivendi Universal Games/Monolith Productions)[30]
- FIFA Online (EA Sports)
- Frontlines: Fuel of War (THQ/Kaos Studios)[31]
- Infestation: Survivor Stories (Hammerpoint Interactive)[32]
- Joint Operations: Typhoon Rising (NovaLogic) (Support beendet im Juli 2006)[33]
- KalOnline (InixSoft)
- Medal of Honor: Airborne (Electronic Arts) (Support beendet Anfang 2009)[34]
- Medal of Honor: Pacific Assault (Electronic Arts) (Support beendet im Januar 2006)[35]
- Need for Speed: ProStreet (Electronic Arts)[36]
- Need for Speed: Undercover (EA Games)[37]
- Prey (2K Games/Human Head Studios/3D Realms)[38]
- Quake III Arena (id Software/Activision) (Support beendet im September 2011)[39][40]
- Quake 4 (Raven Software/id Software/Activision) (Support beendet im Februar 2012)[41][42]
- Quake Live (id Software)[43]
- Return to Castle Wolfenstein (Grey Matter Interactive/Nerve Software/Activision) (Support beendet im September 2011)[44]
- Tom Clancy’s Rainbow Six 3: Raven Shield (Ubisoft) (Support beendet im August 2009)[45]
- Tom Clancy’s Rainbow Six: Lockdown (Ubisoft) (Support beendet im Januar 2007)[46]
- Tom Clancy’s Rainbow Six: Vegas (Ubisoft)[47]
- Tom Clancy’s Rainbow Six: Vegas 2 (Ubisoft)[48]
- Tom Clancy’s Splinter Cell: Pandora Tomorrow (Ubisoft) (Support beendet am 30. Juli 2005)[49]
- Soldier of Fortune 2 (Raven Software/Activision) (Support beendet im Februar 2012)[50][51]
- War Rock (K2 Network) (Support beendet im Februar 2009)[52]
- Wolfenstein: Enemy Territory (Splash Damage/Activision) (Support beendet im September 2011)[53]
- Wolfenstein (Raven Software/id Software/Activision)[54]